# Aleksander Ravnikar
Aleksander Ravnikar, slovenski politik in pravnik, * 28. februar 1951, † 6. julij 2009.
Bil je poslanec 5. državnega zbora Republike Slovenije (2008-9).

## Življenjepis

### Državni zbor
2008-2011
V času 5. državnega zbora Republike Slovenije, član Socialnih demokratov, je bil član naslednjih delovnih teles:
- Odbor za zadeve Evropske unije (član)
- Mandatno-volilna komisija (član)
- Komisija za poslovnik (podpredsednik)